# Sint Vardan Symfonie
Alan Hovhaness voltooide zijn Sint Vardan Symfonie, Symfonie nr. 9 opus 180 in 1950. Het werk is geschreven ter gelegenheid van de viering van 1500-ste overlijdensdag van de Armeense held en heilige Vardan Mamikonian (387-451).
Hovhaness werd door kunstschilder Hermon di Giovanno gestimuleerd zijn Armeense achtergrond verder te onderzoeken. Het is dan niet verwonderlijk dat daar uiteindelijk inspiratie uit volgde voor een symfonie. Hovhaness is veelschrijver binnen het genre met 67 stuks. Deze symfonie is gewijd aan Sint Vardan strijder voor Armenië. De symfonie is geschreven in 24 (!) korte delen, die verdeeld zijn in secties. De deeltjes zijn daarbij soms doorgecomponeerd (zonder onderbreking van de een naar de ander), dan weer door een generale pauze gescheiden. Tussen de delen I (1-15) en II zit wel een scheiding. De muziek is een muzikaal mozaïek, van hymnes en fugas annex canons; het kreeg daarom en bijnaam Mozaïeksymfonie. Het is geschreven in het kerktoonladdersysteem, dat de componist vaker gebruikte. Opvallend aan de titel is dat de hoofdtitel Sint Vardan Symfonie is; nr.9 is toevoeging (meestal is dat andersom). De “opgedragen aan”-toevoeging volgde pas later.
De symfonie kent voorts een opmerkelijke orkestratie in:
- 1 altsaxofoon
- 1 hoorn, 1 trompet, 1 trombone
- 1 stel pauken, 4 man / vrouw percussie, voor onder meer kleine trom, tamtam, vibrafoon, piano
- violen, altviolen, celli, contrabassen.

## Delen
1. Yerk (lied) voor trombone, percussie en strijkers
2. Tapor (optocht) ; een canon voor 3 trompetten en percussie
3. Aria voor hoorn en strijkers
4. Aria voor trompet en strijkers
5. Aria voor hoorn en strijkers
6. Bar (dans); een canon voor pauken, violen en contrabassen
7. Tapor (optocht); voor trompet, vibrafoon, strijkers
8. Bar (dans); een canon voor pauken, percussie en violen
9. Bar (dans); een canon voor pauken, percussie en violen
10. Estampie; voor pauken en strijkers
11. Bar (dans); een canon voor strijkers
12. Bar (dans); een canon voor pauken, vibrafoon en strijkers
13. Bar (dans); een canon voor pauken, vibrafoon en strijkers
14. Aria voor trompet en strijkers
15. Klaaglied “Dood van Vardan” voor trombone en piano
16. Estampie; een dubbelcanon voor 4 trompetten, pauken, percussie en strijkers
17. Yerk (lied) “To sensual love” voor altsaxofoon, pauken en vibrafoon
18. Aria “To sacred love” voor trombone en strijkers
19. Estampie voor pauken en strijkers
20. Bar (dans); een canon voor pauken, vibrafoon en strijkers
21. Aria voor trompet en strijkers
22. Bar (dans); een canon voor pauken strijkers
23. Bar (dans); een canon voor pauken, percussie en strijkers
24. Bar (dans); een canon voor pauken en strijkers
25. Finale estampie; een dubbelcanon voor 4 trompetten, pauken, percussie en strijkers.

De delen 2, 9, 16 , 20, 22 en 24 zijn een bewerking van de muziek voor het ballet Is there survival? (Vahaken), zijn opus 58.
De eerste uitvoering vond plaats in Carnegie Hall op 11 maart 1951; het New York Philharmonic speelde onder leiding van de componist.Opbrengsten van het concert werden gedoneerd aan een stichting, die zich inzette voor de bouw van een Armeense kerk in New York.

## Discografie
Van het werk zijn drie opnamen bekend:
- Carlos Surinach met het MGM orkest; een opnamen uit 1956;
- een privé-opname in het bezit van de Armeense kerk; musici onbekend
- Uitgave Poseidon Records en later Crystal Records: Alan Hovhaness met National Philharmonic Orchestra of London, een opname uit 1974.